# Merops muelleri
El abejaruco cabeciazul (Merops muelleri) es una especie de ave coraciforme de la familia Meropidae que vive en África Central. Su nombre científico conmemora al ornitólogo alemán Johann Wilhelm von Müller.

## Distribución y hábitat
El abejaruco cabeciazul habita en la selva húmeda que se encuentra en Guinea, Sierra Leona, Liberia, Costa de Marfil, Ghana, Nigeria, Camerún, República Centroafricana, Guinea Ecuatorial, Gabón, República del Congo, República Democrática del Congo y Kenia. Su presencia en el oeste de Kenia es consecuencia de la disminución de la selva ecuatorial que dejó aislada a esa población.

## Comportamiento
Suele estar posado en solitario en ramas altas del dosel del bosque junto a los claros o las sendas desde donde se lanza para atrapar mariposas, abejas y otras clases de insectos y regresar con su presa al posadero. Las poblaciones están en disminución están en disminución a causa de la desforestación.